# Encefalomiopatia mitocondriale con acidosi lattica ed episodi tipo ictus
L'encefalomiopatia mitocondriale con acidosi lattica ed episodi simil ictus, abbreviato MELAS (Mitochondrial encephalomyopathy, lactic acidosis, and stroke-like episodes), è una citopatia con miopatia del mitocondrio, di cui fa parte anche la sindrome MERRF, e l'atrofia ottica di Leber.
È stata per la prima volta caratterizzata con il nome miopatia mitocondriale con encefalopatia, acidosi lattica ed episodi simil ictus nel 1984, in seguito col nome attuale e la sigla MELAS.
La caratteristica comune di queste malattie è quella di essere causate da difetti genomici del DNA mitocondriale  che viene ereditato esclusivamente dal genitore di sesso femminile. 
La malattia, però, può manifestarsi in entrambi i sessi.
Il paziente manifesta, dall'adolescenza in poi (nella maggioranza dei casi) progressivamente cefalea, vomito, emiparesi, sordità, problemi alla vista, disturbi muscolari, episodi simili a ictus, demenza, deficit di memoria, cardiomiopatia, diabete. Sono stati osservati casi di comorbilità tra la sindrome MELAS e disturbi psichiatrici come schizofrenia e disturbo bipolare.
Il trattamento è sintomatico e sperimentale e la prognosi infausta anche se ci può essere sopravvivenza a lungo termine, con disabilità.